# Ashmore (Dorset)
Ashmore è un villaggio e parrocchia civile dell'Inghilterra, appartenente alla contea del Dorset.